# Голенищев, Виктор Федотович
Виктор Федотович Голенищев (2 февраля 1923, село Никольское, Курская губерния — 29 апреля 1994, Солнцево, Курская область) — механик-водитель СУ-76 1826-го самоходно-артиллерийского полка, старший сержант — на момент представления к награждению орденом Славы 1-й степени.

## Биография
Родился 2 февраля 1923 года в селе Никольское (ныне — Солнцевского района Курской области). Окончил 5 классов и курсы трактористов в 1936 году. Работал в колхозе.
В Красной Армии с 1941 года. В запасном полку получил специальность механика-водителя самоходной установки. На фронте с февраля 1942 года. Боевое крещение получил в составе 110-й танковой бригады 18-го танкового корпуса. В боях за освобождение Воронежа на своей самоходке первым ворвался на территорию современного сельскохозяйственного института, раздавил 2 противотанковых орудия, несколько пулеметов, поджег бронетранспортер, разогнал противников и тем самым обеспечил успешное продвижение стрелковых подразделений. В этом бою Виктор был ранен. Когда он выписался из госпиталя, фронт продвинулся далеко на запад. Но ему повезло: снова попал в родную 110-ю танковую бригаду.
Участвовал с Курской битве, в знаменитом встречном танковом сражении под Прохоровкой. Был снова ранен, товарищи вытащили из горящей самоходки и доставили на медсанбат. После госпиталя Голенищев в свою часть уже не попал, был зачислен в 1826-й самоходный артиллерийский полк, с которым дошел до конца войны. Участвовал в Корсунь-Шевченковской операции, освобождении Польши.
С 12 февраля по 6 марта 1945 года в боях на Данцигском направлении экипаж самоходной установки, где был механиком-водителем сержант Голенищев, уничтожил десять пулеметных точек, пять противотанковых орудий с расчетами, самоходную пушку и не менее сотни вражеских солдат и офицеров. В районе города Тухель и города Хойнице, действуя в боевых порядках пехоты, самоходчики отразили 26 вражеских контратак. За эти бои сержант Голенищев был представлен к награждению орденом Славы 3-й степени.
Наступление продолжалось. 12 марта в бою в районе населенного пункта Тухом, 17 км северо-западнее города Данциг, старший сержант Голенищев в составе расчета участвовал в отражении четырёх вражеских контратак. В последнюю контратаку шло около пятисот противников при поддержке четырёх танков. В тот день враг потерял 3 противотанковых орудия, штурмовое орудие и до 40 солдат и офицеров. В этом бою Голенищев был ранен, но продолжал управлять машиной. Был представлен к награждению орденом Славы 2-й степени.
После недолгого пребывания в полевом госпитале старший сержант Голенищев догнал свою часть на Одере. Вскоре его грудь украсили сразу два боевых ордена, причем приказы были подписаны в обратном порядке — сначала орден Славы 2-й степени, затем 3-й.
Приказом от 3 апреля 1945 года старший сержант Голенищев Виктор Федотович награждён орденом Славы 2-й степени
Приказом от 9 апреля 1945 года старший сержант Голенищев Виктор Федотович награждён орденом Славы 3-й степени
В наступлении севернее Берлина он опять отличился. При захвате плацдарма на левом берегу Одера экипаж капитана Королева, в котором Голенищев был механиком-водителем, первым переправился через Ост-Одер и огнём прикрыл переправу стрелковых подразделений через Вест-Одер. В ходе последующего наступления самоходка, управляемая Голенищевым, огнём и гусеницами прокладывала путь стрелковым подразделениям.
25 апреля 1945 года в бою за населенный пункт Пиннов южнее города Пренцлау расчет во главе с Голенищевым подавил 7 огневых точек, уничтожил полевое орудие с прислугой, рассеял и частично вывел из строя свыше взвода пехоты, захватил 2 пушки. В бою 27 апреля за замок Зуков разбил штурмовое орудие противника, разрушил 2 дзота, истребил до 20 солдат и офицеров.
Указом Президиума Верховного Совета СССР от 29 июня 1945 года за образцовое выполнение заданий командования в боях с немецко-вражескими захватчиками старший сержант Голенищев Виктор Федотович награждён орденом Славы 1-й степени. Стал полным кавалером ордена Славы.
После Победы продолжал службу в армии. В 1947 году старший сержант Голенищев был демобилизован.
Вернулся на родину. Остался верен военной профессии: несколько лет был механиком по двигателям в колхозе, затем стал работать шофером Солнцевского райпотребсоюза. Жил в поселке Солнцево Солнцевского района Курской области. Скончался 29 апреля 1994 года.
Награждён орденами Отечественной войны 1-й степени, Славы 3-х степеней, медалями.